# جان ای مک‌موری
جان ای مک‌موری(به انگلیسی: John E. McMurry) شیمیدان آلی آمریکایی است که در سال ۱۹۴۲ میلادی در نیویورک آمریکا به دنیا آمد. عمده شهرت وی به دلیل کشف واکنش مک‌موری در شیمی آلی است.